# Trichopterigia hagna
Trichopterigia hagna là một loài bướm đêm trong họ Geometridae.